# Georg Maurer (Mediziner)
Georg Maurer (* 29. Mai 1909 in München; † 4. Juli 1980 in Garmisch-Partenkirchen) war ein deutscher Chirurg und ehrenamtlicher Politiker (CSU). 
Internationale Bekanntheit erlangte er durch die Behandlung der Verletzten des Flugzeugunglücks am 6. Februar 1958 in München unter ihm als Chefarzt am Klinikum rechts der Isar. Dafür wurde Maurer der Orden des Britischen Empires verliehen. Er war Mitinitiator der Einrichtung der medizinischen Fakultät der Technischen Hochschule München, der zweiten medizinischen in München, und später deren Medizinischer Direktor.

## Leben
Von 1952 bis 1972 gehörte er für die CSU dem Münchner Stadtrat an und war von 1952 bis 1955 Mitglied des Landesvorstands der CSU. Über die deutschen Grenzen hinaus wurde Maurer vor allem in England bekannt, da er die Überlebenden des Flugzeugunglücks am 6. Februar 1958 in München medizinisch betreute und so unter anderem das Leben des damaligen Vereinstrainers von Manchester United, Matt Busby, retten konnte. Für diese Leistung wurden Maurer und sein Team in England als die „Angels of Munich“ verehrt. Am 5. Mai 1958 wurde er dafür von Königin Elisabeth II. zum Ehren-Kommandeur des Order of the British Empire ernannt. Maurer sah die Notwendigkeit der Gründung einer zweiten medizinischen Fakultät in der Landeshauptstadt und setzte alles an die Beseitigung der Einwände und Schwierigkeiten, so dass zum 14. September 1967 die Fakultät für Medizin der Technischen Hochschule München am Klinikum rechts der Isar errichtet werden konnte, deren Medizinischer Direktor der Chirurg später war. 

## Nachwirkung
Er ist Namensgeber der Georg-Maurer-Medaille und der Georg-Maurer-Straße in München.